# 三藩市警察局
三藩市警察局（英語：San Francisco Police Department，縮寫：SFPD）是美國加利福尼亞州三藩市的警察部門，格言與舊金山市的格言一樣，「和平時是金，戰爭時是鐵」。
三藩市警察局與三藩市警長局為不同的警察部門，因為三藩市警長局是三藩市另外一個執法部門。三藩市警察局、三藩市消防局及三藩市警長局服務約120萬人口，包括日間通勤人口、逾千位遊客及訪客、以及北美人口稠密度第二高的城市，三藩市。三藩市警察局是美國第11大警察部門。

## 歷史
在席卷加州的淘金潮中，三藩市警察局於1849年8月13日开始执行它的使命，並且給予玛拉基·法隆上尉指揮權。當時，法隆的下属只有一名副警監、三名警司和三十名警察，这就是三藩市警察局当时的一切警力。
在1851年，阿尔伯特·伯纳德·德·拉塞尔奧写出了成立不久的三藩市警察局的惡劣情況：
|  | 至于警察，我只有一句话能說。警察部队里的大部分人之前都是土匪，這些人加入警隊的目的都只是為了釋放他們被拘捕的土匪朋友。這裡的警察像抢劫犯一样令人畏惧，他們若果知道你帶有金錢，就會一拳把你擊倒。雖然你要向警察交保護費，但是他們仍然會縱火燒掉你的房子。以一句话來說，我認為三藩市里与法官和警察有关的人都和罪犯是一伙。这个城市正處於无望的混乱中，並且秩序相信要在很多年後才能建立。在這個種族多樣化的縣份裡，大家都迫切渴望着严正的、不可动摇的公正，用鐵腕手段管理這裡的公正。 |

1853年10月28日，全体参议员通过了第466号法令，並改组了現有的警察制度。因此，拉塞尔奧所說的情況漸漸得到改善。
在1856年7月，“合并法”开始生效。该法案設立了警察局长一職。三藩市首個警察局长為詹姆斯·F·柯蒂斯，他是於1856年由大眾選舉出來的。
在1997年，舊金山國際機場警察合并至三藩市警察局，並更名為三藩市警察局机场分局。

## 组织
三藩市警察局的領導人為警察局长。現今的警察局长為格雷格·蘇爾。他是由市长李孟賢(Edward Lee)任命，以頂替離任的乔治·加斯科。
警察局长手下有六个副局长，並且管理六個轄下部門和：管理分署、机场分署、外勤业务分署、调查分署、城市交通运输管理署和公共事业委员会。除了调查分署外，每個分署的負責副局长都獲派三名警监以輔助其工作。

### 管理分署
管理分署負責向其他警察局分署和城市机构提供支援。管理分署被分成七个单位或部门：

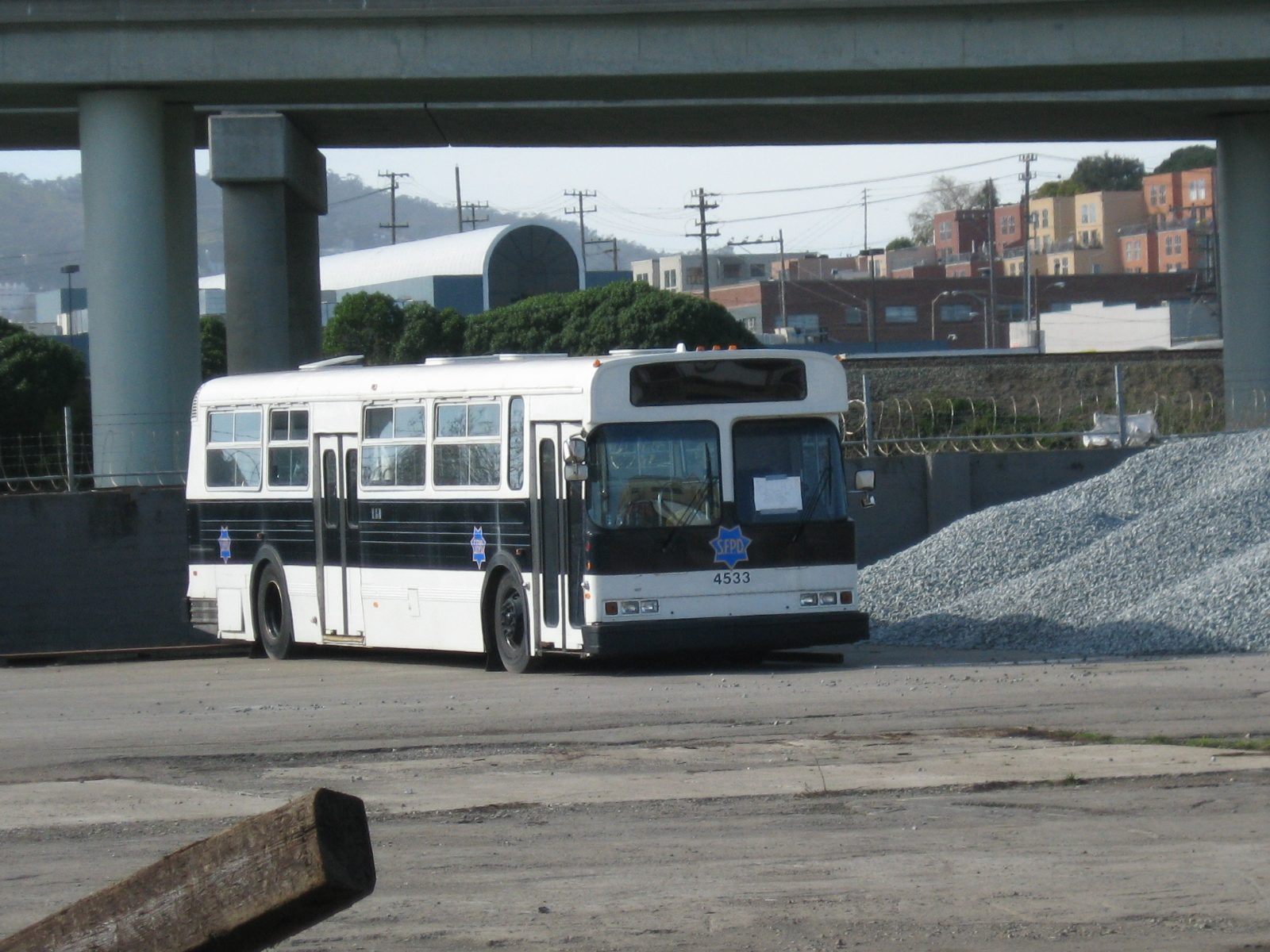
三藩市警察小队运输巴士

- 行为科学部：負責警察心理健康
- 财政部：負責财政
- 策划部：負責策划
- 风险管理部：負責风险管理
- 工作人员服务部：負責人事工作
- 服务支援部：負責服务業監管工作
- 培训和教育部：負責培训和教育新人和在職警察

### 机场分署
机场分署成立於1997年7月1日，繼承自三藩市国际机场警察。其主要職務為負責機場保安和安全。

### 外勤业务分署
外勤业务分署負責撲滅罪案和執行行動。外勤业务分署被分成五个单位或部门：
- 巡逻单位：負責巡逻城市
- 逃犯拘捕执法单位：負責搜索和拘捕逃犯
- 国土安全单位：負責国土安全、恐怖襲擊等事項
- 交通单位：負責城市交通管制
- 青少年服务单位：負責協助青少年退出重回正軌

### 调查分署
调查分署負責调查罪案等事務。调查分署被分成五个单位或部门：
- 法证服务部：負責提供法证分析服務
- 财产罪案部：負責调查與金錢有關的罪案
- 單人罪案部：負責调查刑事罪案
- 少年和家庭服务部：負責调查家庭暴力，网络犯罪和失踪人口案件。
- 毒品部：負責调查毒品罪案

## 階級制度
| 名衔                 | 徽章 |
| -------------------- | ---- |
| 总警监／局长         |      |
| 助理总警监／助理局長 |      |
| 副总警监／副局長     |      |
| 警监                 |      |
| 高级警督             |      |
| 警督                 |      |
| 警司                 |      |
| 督察                 |      |
| 助理督察             |      |
| 警探                 |      |
| 警員                 |      |

## 殉職警員

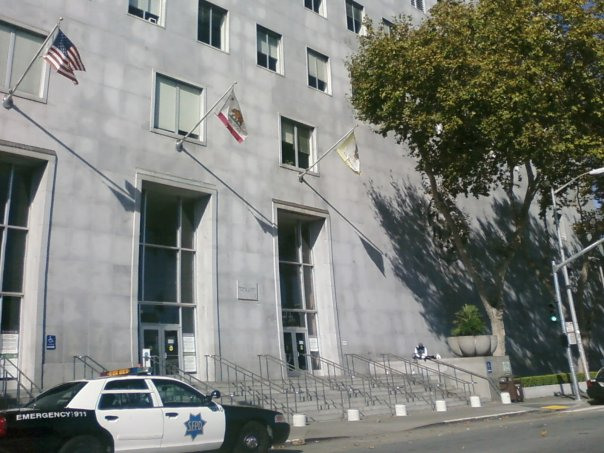
法院外的三藩市警車

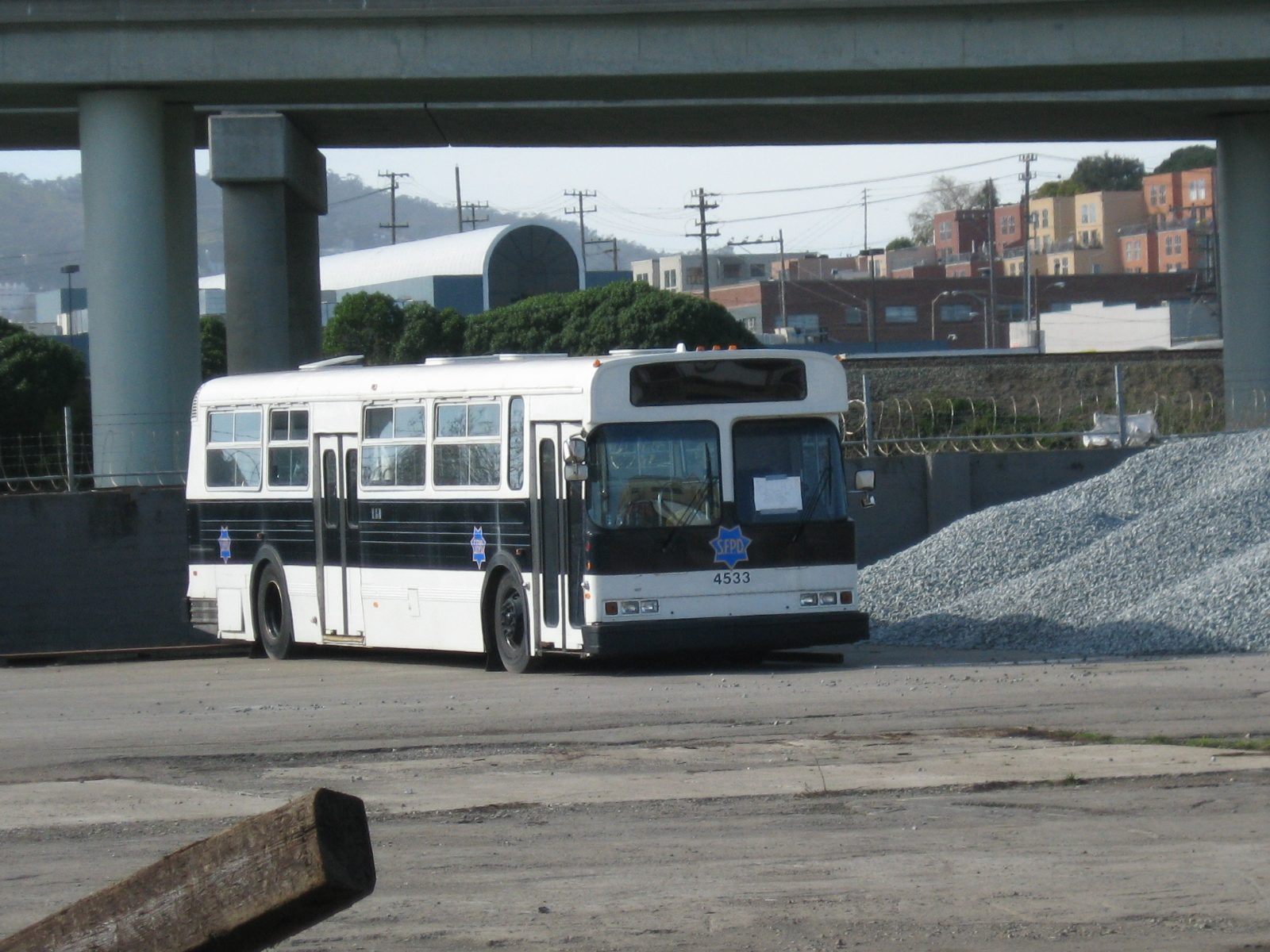
三藩市警察囚車

自三藩市警察局成立以來，有101位警察因公殉職。
死因如下：
| 死因       | 人數 |
| ---------- | ---- |
| 飛機事故   | 3    |
| 暗殺       | 1    |
| 汽車事故   | 6    |
| 炸彈襲擊   | 1    |
| 溺斃       | 1    |
| 觸電       | 1    |
| 失足摔死   | 1    |
| 中彈       | 59   |
| 意外中彈   | 2    |
| 心臟病發   | 3    |
| 摩托車事故 | 6    |
| 被刺       | 2    |
| 電車撞擊   | 3    |
| 汽車撞擊   | 4    |
| 汽車追撞   | 5    |
| 車輛突擊   | 2    |
| 天災       | 1    |